# Antonio Nicaso
Antonio Nicaso (Caulonia, 1964) è un saggista italiano, esperto di 'ndrangheta.

## Biografia
Giornalista, è autore di diversi libri tradotti in varie lingue. Nel 1995 ha pubblicato Global Mafia: The New World Order of Organized Crime, in cui spiega il concetto di 'partenariato criminale'. Vive e lavora tra Canada e Stati Uniti d'America. 
È componente dell'International Advisory Council dell'Istituto italiano di Studi Strategici Nicolò Machiavelli (Italia) e del Comitato Scientifico del Nathanson Centre on Transnational Human Rights, Crime and Security, all'Università di York (Canada).  Insegna presso la Scuola Italia del Middlebury College a Oakland, California, dove è anche direttore associato; alla Queen's University a Kingston, e alla St. Jerome University a Waterloo, in Canada. Nicaso ha anche collaborato con saggi alle seguenti raccolte: Utopia e rivoluzione in Calabria: scritti in onore di Enzo Misefari (1993), Un'altra Calabria: lo sviluppo della regione nelle idee dei calabresi della diaspora (1997), Organized Crime & Money Laundering: The Globalization Revolution - A Business Reference for the 'New Economy' (2001), La scuola Italiana di Middlebury (1996-2005) - (2005) e Chromosomes, a project by David Cronenberg (2008). Nel 2015 ha scritto con Nicola Gratteri la voce "criminalità organizzata" per la nona appendice dell'Enciclopedia Italiana Treccani. Uno dei suoi libri, Business or Blood: Mafia Boss Vito Rizzuto's Last War (2015) è stato adattato in una miniserie televisiva chiamata Bad Blood, con Anthony LaPaglia come Vito Rizzuto, Paul Sorvino come Nicolo Rizzuto e Kim Coates come Declan Gardiner nell'autunno 2017.

## Opere
- 1990 -  Alle origini della 'ndrangheta, la picciotteria, Rubbettino Editore.
- 1990 -      Gli usurpatori e gli usurpati, Pellegrini Editore.
- 1993 -  Deadly Silence: Canadian Mafia Murders, MacMillan Canada.
- 1994 -  'Ndrangheta: le filiali della mafia calabrese, Monteleone.
- 1995 -  Io e la mafia: le verità di Giulio Andreotti, Monteleone.
- 1995 -      Global Mafia: The New World Order of Organized Crime, MacMillan Canada, 1995. (tradotto in francese, ungherese, indonesiano, cinese e giapponese).
- 2001 -  Bloodlines: the rise and the fall of the Mafia's Royal Family, Harper Collins. (tradotto in francese (Les liens du sang: l'apogée et la chute d'une grande famille de la mafia).
- 2004 -  Rocco Perri: The Story of Canada's Most Notorious Bootlegger, Wiley. (tradotto in italiano (Il Piccolo Gatsby, 2006)).
- 2005 -  Angels, Mobsters and Narco-Terrorists: The Rising Menace of Global Criminal Empires, Wiley. (tradotto in francese (Trafic de drogue, 2006)).
- 2006 -  Nicola Gratteri e Antonio Nicaso, Fratelli di sangue, Collana Mafie, Cosenza, Luigi Pellegrini Editore, 2007, ISBN 978-88-8101-373-9. Tradotto in olandese (Bloedbroeders, 2009) e spagnolo (Hermanos de Sangre, 2009).
- 2007 -  Nicola Gratteri, Antonio Nicaso e Michele Borrelli, Il grande inganno. I falsi valori della 'ndrangheta, Luigi Pellegrini Editore, 2007.
- 2007 -      Senza Onore, antologia di testi letterari sulla 'ndrangheta, Pellegrini Editore.
- 2007 -      Nicola Gratteri e Antonio Nicaso, 'Ndrangheta Le radici dell'odio, Aliberti Editore, 2007, ISBN 978-88-7424-294-8.
- 2009 -  Nicola Gratteri, Antonio Nicaso e Valerio Giardina, Cosenza 'ndrine sangue e coltelli. La criminalità organizzata in Calabria, Cosenza, Luigi Pellegrini Editore, 2009, ISBN 978-88-8101-584-9.
- 2010 -  Nicola Gratteri e Antonio Nicaso, La Malapianta, Strade blu, Non fiction, Milano, Mondadori, 2010, ISBN 978-88-04-59369-0.
- 2010 -      La mafia spiegata ai ragazzi, Mondadori Ragazzi.
- 2011 -  Nicola Gratteri e Antonio Nicaso, La giustizia è una cosa seria, Milano, Mondadori, 2011, ISBN 88-04-60657-6.
- 2011 -      Nicola Gratteri e Antonio Nicaso, La mafia fa schifo. Lettere di ragazzi da un paese che non si rassegna, Milano, Mondadori, 2011, ISBN 978-88-04-61366-4.
- 2011 -      Marco Pignotti, L'Italia spiegata ai ragazzi, Mondadori Ragazzi.
- 2012 -  Nicola Gratteri e Antonio Nicaso, Dire e non dire. I dieci comandamenti della 'ndrangheta nelle parole degli affiliati, collana Collana Strade blu. Non fiction, Milano, Mondadori, 2012.
- 2013 -  Marcel Danesi, Made Men, Mafia culture and the Power of Symbols, Rituals, and Myth, Rowman & Littlefield.
- 2013 -      Nicola Gratteri e Antonio Nicaso, Acqua santissima. La Chiesa e la 'ndrangheta. Storie di potere, silenzi e assoluzioni, Collana Strade blu. Non fiction, Milano, Mondadori, 2013, ISBN 978-88-04-63214-6.
- 2014 -  Sergio Schiavone, Cacciatori di tracce, Storie e tecniche di investigazioni sulla scena del crimine, Utet De Agostini.
- 2014 -      Nicola Gratteri, Antonio Nicaso, John B. Trumper e Marta Maddalon, Male lingue, Cosenza, Luigi Pellegrini Editore, 2014, ISBN 978-88-6822-183-6.
- 2015 -  Peter Edwards, Business or Blood, Mafia boss Vito Rizzuto's last war, Random House, 2015.
- 2015 -      Nicola Gratteri e Antonio Nicaso, Oro Bianco. Storie di uomini, traffici e denaro dall'impero della cocaina, collana Collana Strade blu.Non fiction, Milano, Mondadori, 2015, ISBN 978-88-04-65299-1.
- 2016 -  Mafia, Bollati Boringhieri.
- 2016 -      Nicola Gratteri e Antonio Nicaso, Padrini e padroni. Come la 'ndrangheta è diventata classe dirigente, collana Collana Strade blu.Non fiction, Milano, Mondadori, 2016, ISBN 978-88-04-66892-3.
- 2017 -      Nicola Gratteri e Antonio Nicaso, Fiumi d'oro. Come la 'ndrangheta investe i soldi della cocaina nell'economia legale, Collana Strade blu, Milano, Mondadori, 2017, ISBN 978-88-04-68359-9.
- 2017 -      Nicola Gratteri e Antonio Nicaso, L'inganno della mafia. Quando i criminali diventano eroi, Informazione, Roma, Rai-Eri, 2017, ISBN 978-88-397-1699-6.
- 2018 -       Nicola Gratteri e Antonio Nicaso, Storia segreta della ‘ndrangheta, Le Scie, Nuova Serie, Milano, Mondadori, 2018, ISBN 978-88-04-70523-9.[4]
- 2019 -       Nicola Gratteri e Antonio Nicaso, La rete degli invisibili, Milano, Mondadori, 2019.
- 2019 -       Manuela Bertone, Antonio Nicaso, Donato Santeramo (a cura di), Rhétorique et représentations de la culture mafieuse. Images, rituels, mythes et symboles, in Cahiers de Narratologie, vol. 36, 2019.
- Nicola Gratteri e Antonio Nicaso, Ossigeno Illegale. Come le mafie approfitteranno dell'emergenza Covid–19 per radicarsi nel territorio italiano, Mondadori, 2020 ISBN 9788804732563
- Nicola Gratteri e Antonio Nicaso, Una cosa sola. Come le mafie si sono integrate al Potere, Mondadori, Milano 2024.